# Oreas (protista)
Oreas es un género de foraminífero bentónico considerado homónimo posterior de Oreas Huebner, 1807, y sinónimo posterior de Lenticulina de la subfamilia Lenticulininae, de la familia Vaginulinidae, de la superfamilia Nodosarioidea, del suborden Lagenina y del orden Lagenida. Su especie tipo era Oreas subulatus. Su rango cronoestratigráfico abarcaba el Holoceno.

## Clasificación
Oreas incluía a las siguientes especies:
- Oreas auricularis
- Oreas subulatus